# 이브의 화원
《이브의 화원》은 2003년 9월 14일부터 이듬해 2월 14일까지 방송 되었던 SBS 아침 드라마였는데, 비윤리적인 내용으로 시청자들의 빈축을 샀다.

## 제작진
- 극본 : 김성희
- 연출 : 조남국

## 출연진
- 강부자(송말자 여사)
- 김나운(송명주)
- 김병세(임동현)
- 김성겸(최낙봉)
- 김성령(백지애)
- 김원준(강준하)
- 김청(안정아)
- 김형범(조대풍)
- 나현희(신영)
- 박효주(최미소)
- 백민희
- 윤주련(윤신우)
- 이기영(오동구)
- 이일화(루비)
- 최환준, 여호민, 전성우, 이승민, 황보라
- 백승욱(기자)
- 원숙희, 장은비, 김동균